# Fourg
Fourg település Franciaországban, Doubs megyében. Lakosainak száma 373 fő (2022. január 1.). Fourg Villars-Saint-Georges, Chissey-sur-Loue, Courtefontaine és Liesle községekkel határos.

## Népesség
A település népességének változása:
| Lakosok száma | 195  | 180  | 234  | 314  | 319  | 349  | 380  | 393  | 386  | 373  |
|               | 1968 | 1982 | 1990 | 2006 | 2013 | 2015 | 2017 | 2019 | 2020 | 2022 |